# Atletisme als Jocs Olímpics d'Estiu de 1924 - salt d'alçada masculí
El salt d'alçada masculí va ser una de les proves del programa d'atletisme disputades durant els Jocs Olímpics de París de 1924. La prova es va disputar el 6 i 7 de juliol de 1924 i hi van prendre part 26 atletes de 16 nacions diferents.

## Medallistes
| Or                  | Plata             | Bronze              |
| Harold Osborn (USA) | Leroy Brown (USA) | Pierre Lewden (FRA) |

## Rècords
Aquests eren els rècords del món i olímpic que hi havia abans de la celebració dels Jocs Olímpics de 1924.
| Rècord del Món | 2.03  | Harold Osborn   | Urbana (USA) | 27 maig 1924  |
| Rècord Olímpic | 1.936 | Austin Saunders | Anvers (BEL) | 17 agost 1920 |

En la final Leroy Brown va ser el primer a superar el rècord olímpic en saltar 1,95 metres. Poc després aquest rècord fou superat per Harold Osborn amb un salt de 1.98 metres.

## Resultats

### Qualificació
La ronda de qualificació es va disputar el diumenge 6 d'agost de 1924. Els saltadors que superaven el 1.83 metres passaven a la final. Un total de nou saltadors superaren el llistó i passaren a la final.
Grup 1
| Posició | Atleta                | Alçada | Posició general | Qual. |
| ------- | --------------------- | ------ | --------------- | ----- |
| 1       | Tom Poor (USA)        | 1.83   | 1               | Q     |
| 2       | Valter Ever (EST)     | 1.75   | 15              |       |
| 3       | Bror Kraemer (FIN)    | 1.70   | 19              |       |
| –       | Édouard Dupiré (FRA)  | NM     | -               |       |
| –       | Mikuláš Kucsera (TCH) | NM     | -               |       |
| –       | Arthur Willis (GBR)   | NM     | -               |       |

Grup 2
| Posició | Atleta                  | Alçada | Posició general | Qual. |
| ------- | ----------------------- | ------ | --------------- | ----- |
| 1       | Lawrence Roberts (RSA)  | 1.83   | 1               | Q     |
| 1       | Harold Osborn (USA)     | 1.83   | 1               | Q     |
| 1       | Pierre Guilloux (FRA)   | 1.83   | 1               | Q     |
| 4       | Mikio Oda (JPN)         | 1.80   | 10              |       |
| 4       | Larry Stanley (IRL)     | 1.80   | 10              |       |
| 6       | Josef Machaň (TCH)      | 1.75   | 15              |       |
| 7       | Giuseppe Palmieri (ITA) | 1.70   | 18              |       |
| 8       | Jack Miller (CAN)       | 1.65   | 21              |       |

Grup 3
| Posició | Atleta                | Alçada | Posició general | Qual. |
| ------- | --------------------- | ------ | --------------- | ----- |
| 1       | Pierre Lewden (FRA)   | 1.83   | 1               | Q     |
| 1       | Jenő Gáspár (HUN)     | 1.83   | 1               | Q     |
| 1       | Sverre Helgesen (NOR) | 1.83   | 1               | Q     |
| 1       | Helge Jansson (SWE)   | 1.83   | 1               | Q     |
| –       | Crawford Kerr (GBR)   | NM     | -               |       |
| –       | Robert Juday (USA)    | NM     | -               |       |

Grup 4
| Posició | Atleta                     | Alçada | Posició general | Qual. |
| ------- | -------------------------- | ------ | --------------- | ----- |
| 1       | Leroy Brown (USA)          | 1.83   | 1               | Q     |
| 2       | Jean Hénault (BEL)         | 1.80   | 10              |       |
| 2       | Édouard Barbazan (FRA)     | 1.80   | 10              |       |
| 2       | Ivar Sahlin (SWE)          | 1.80   | 10              |       |
| 5       | Robert Dickinson (GBR)     | 1.75   | 15              |       |
| 5       | Silvio Cator (HAI)         | 1.75   | 15              |       |
| 7       | Antonios Karyofyllis (GRE) | 1.70   | 18              |       |

### Final
Es va disputar el dilluns 7 d'agost de 1924.
| Posició | Atleta                 | Alçada  |
| ------- | ---------------------- | ------- |
| 1       | Harold Osborn (USA)    | 1.98 OR |
| 2       | Leroy Brown (USA)      | 1.95    |
| 3       | Pierre Lewden (FRA)    | 1.92    |
| 4       | Tom Poor (USA)         | 1.88    |
| 5       | Jenő Gáspár (HUN)      | 1.88    |
| 6       | Helge Jansson (SWE)    | 1.85    |
| 7       | Pierre Guilloux (FRA)  | 1.85    |
| 8       | Lawrence Roberts (RSA) | 1.83    |
| 8       | Sverre Helgesen (NOR)  | 1.83    |